# ランディ・マルティネス
ランディ・ロマン・マルティネス・パチェコ（Randy Román Martínez Pacheco、2003年9月28日 - ）は、キューバ出身のプロ野球選手（投手・育成選手）。左投左打。中日ドラゴンズ所属。

## 経歴

### 来日前
2024年12月20日に、中日ドラゴンズと育成契約を結んだことが発表された。
背番号は219。

## 詳細情報

### 背番号
- 219（2025年 - ）